# Cyrtopodium longibulbosum
Cyrtopodium longibulbosum är en orkidéart som beskrevs av Dodson och Gustavo Adolfo Romero. Cyrtopodium longibulbosum ingår i släktet Cyrtopodium, och familjen orkidéer. Inga underarter finns listade i Catalogue of Life.